# フランス・フットボール

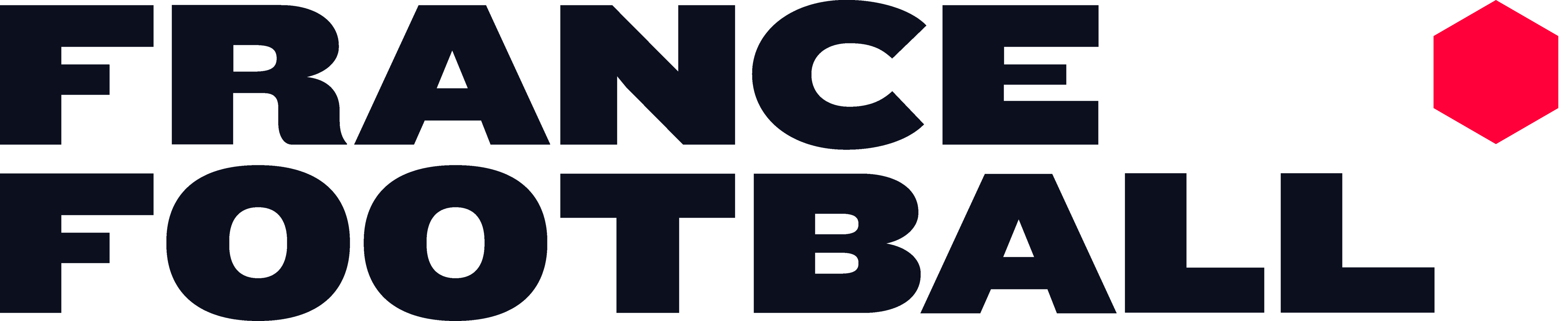
2021年以降のロゴ

フランス・フットボール（France Football）は、フランスのサッカー専門誌である。1946年に創刊。発行は隔週火・金曜日。バロンドール賞の選定を行なっている事でも知られる。
世界のサッカーに関するニュースを取り扱っており、欧州で最も有名なサッカー雑誌のひとつである。前身誌は "フットボール"（1929年～1944年）。

## バロンドール賞の選定
バロンドールや女子バロンドール、コパ・トロフィー 、ヤシン・トロフィー、フランス最優秀選手賞および監督賞などを運営している。また、1970年から1994年まではアフリカ年間最優秀選手賞も行っていたが、それ以降はアフリカサッカー連盟（CAF）によって贈られている。

## フランス年間最優秀選手賞
毎年、フランス・フットボール誌はその年に最も活躍したフランス人選手に対して、フランス年間最優秀選手賞を贈っている。1995年まではフランス国内でプレーした選手のみからの選考であったが、1996年のディディエ・デシャン（当時ユベントス所属）からは、国外のクラブに所属している選手も選考対象となった。